# Rafik Simonian
Rafik Bagratowicz Simonian (ros. Рафик Багратович Симонян; ur. 28 marca 1975) – rosyjski zapaśnik walczący w stylu klasycznym. Wicemistrz świata w 1997; szósty w 1998. Srebrny medalista mistrzostw Europy w 1998. Pierwszy w Pucharze Świata w 1997. Mistrz Rosji w 1997 roku.